# Santa Afra (Sant Gregori)
El Santuari de Santa Afra és un conjunt que pertany a la parròquia de Ginestar i al municipi de Sant Gregori (Gironès). Està situat a la vall de la Riera de Llémena, al vessant de la muntanya de Sant Grau a la riba dreta del riu. A més de l'església, dedicada a santa Afra d'Augsburg, compta amb una casa adossada que feia les funcions de rectoria i de masoveria, però avui està tancada.

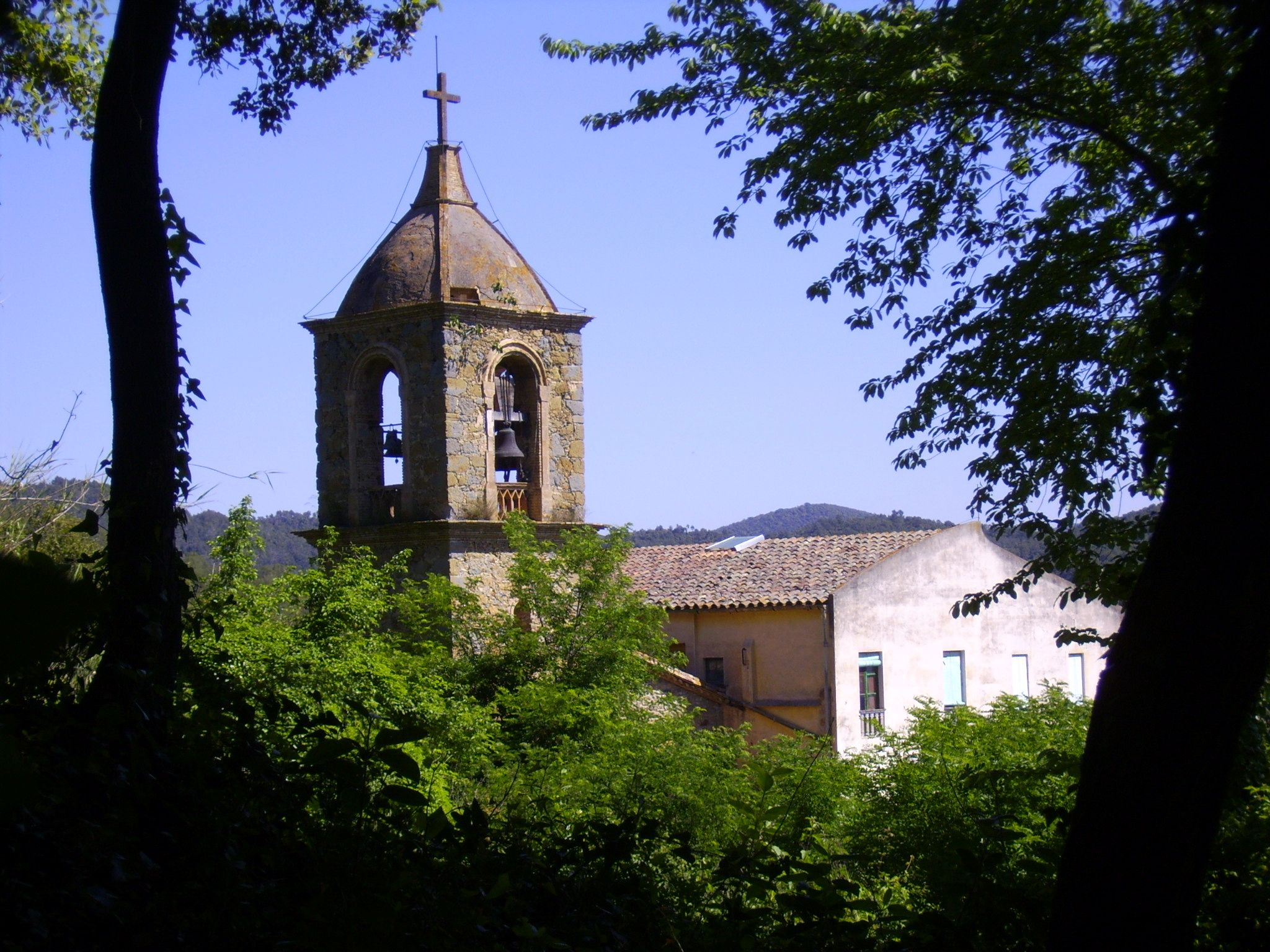
Santuari de Santa Afra

L'actual edifici substituí un vell oratori dedicat a la santa, però anteriorment havia estat sota l'advocació de la Mare de Déu de les Neus, que encara s'hi venera. Gràcies a unes dades facilitades per l'historiador Mn. Josep Maria Marquès, se sap que el santuari de Santa Afra va ser promogut l'any 1344 pel rector i els obrers de la parròquia de Ginestar. Ja per aquell temps se'n feia càrrec una ermitana. L'indret on era instal·lada aquella petita ermita era molt ombrívol i humit. Per això, l'any 1570 es decidí buscar un nou emplaçament i edificar-la al lloc actual. Hi ha indicis de concurrència important de pelegrins des del 1648, motiu aquest, perquè s'ampliés l'església l'any 1760. L'any 1904 s'hi van realitzar obres de reforma construint el campanar i el porxo. El 5 d'agost se celebra un aplec en el Santuari.
El fet que s'honori santa Afra ho hem de relacionar, segons la tradició, amb la visita que van fer a principis del segle iv, el llavors bisbe de Girona sant Narcís i el seu diaca sant Feliu a la ciutat alemanya d'Augusta, avui coneguda per Augsburg. No sabent on hostatjar-se, sembla que la divina Providència va fer que anessin a trucar a la casa d'una prostituta anomenada Afra de religió pagana. Sembla que la santa hauria seguit anteriorment el culte de Venus. Els partidaris d'aquesta divinitat es lliuraven a la impuresa per tal d'honorar-la millor. Ràpidament, aquesta veié que aquells dos personatges eren cristians i entaularen una conversa. Tant Afra com les seves criades: Digna, Eunòmia i Eutròpia, es van convertir al cristianisme. L'endemà, però, el prefecte d'Augusta, de nom Gaius i de religió pagana, tingué coneixement que tant Sant Narcís com sant Feliu havien passat la nit en aquella casa i va ordenar que Afra fos cremada viva en un pal d'un areny del riu Lech.
El fet que s'hi veneri la Mare de Déu de les Neus, pot provenir d'una tradició que diu que una humil pastora de Ginestar, tot guardant el seu petit ramat, veié durant un 5 d'agost una clapa de neu on hi ha actualment l'hort del santuari. Tota estranyada ho feu saber als habitants dels masos veïns, que, quan hi anaren, van trobar enterrada una escultura de la Mare de Déu. Es diu que aquesta imatge s'havia venerat a l'església durant anys i que va ser robada per uns antiquaris pel seu gran valor històric. La data d'aquesta troballa es desconeix, però se sap que al 1760, amb la construcció de l'actual església, ja es venerava la Mare de Déu de les Neus. L'anterior creença ens recorda una tradició molt semblant i molt popular de Roma amb la Basílica de Santa Maria la Major, la primera església edificada a Roma en honor de la Mare de Déu.
L'església és de planta rectangular amb porxo de coberta plana adossat a la façana principal i campanar de planta quadrada en un extrem. Adossat a la banda esquerra hi ha l'edifici de l'hostatgeria que és de construcció posterior (1874). Les parets exteriors són de maçoneria vista amb les cantonades fetes amb carreus ben tallats. L'interior s'estructura en una sola nau i absis, coberta amb volta de canó amb arcs torals i llunetes. A mitja planta hi ha dues capelletes laterals amb altars iguals. Les parets i la volta són arrebossades i pintades. Darrere l'altar hi ha un retaule d'estil barroc però de factura moderna. En aquest retaule hi ha el cambril de Santa Afra. La imatge és de talla. Amb el braç dret porta la palma del martiri, i al darrere es veuen els pals en forma d'X on va ser lligada i posteriorment cremada. Va acompanyada de sant Narcís i de sant Feliu. Tant el retaule com la imatge van ser fets l'any 1958 per Ramon Pericay. Damunt del cambril es venera la Mare de Déu de les Neus.